# Liverpool F.C. mùa bóng 2000–01
Mùa giải 2000–2001 là mùa giải thứ 109 của câu lạc bộ Liverpool và là mùa giải thứ 39 liên tiếp của họ ở hạng đấu cao nhất của bóng đá Anh. Mùa giải này được xem là khá thành công đối với Liverpool, khi họ giành được 3 chiếc cúp gồm Cúp Liên đoàn, Cúp FA, Cúp UEFA dưới thời Gerard Houllier, sau khi cán đích ở vị trí thứ 3 tại giải Ngoại hạng.

## Tóm tắt mùa giải
Liverpool được coi là mùa giải hay nhất trong nhiều năm khi họ hoàn thành cú ăn ba tại các giải đấu cúp và chấm dứt ba năm chờ đợi của Gérard Houllier để mang danh hiệu về sân Anfield. Chiếc cúp đầu tiên, Liverpool đã giành được vào ngày 25 tháng 2 khi đội bóng giành chiến thắng 5–4 trong loạt sút luân lưu sau trận hòa 1–1 với Birmingham City trong trận chung kết Worthington Cup (Cúp Liên đoàn). Chiếc cúp thứ hai Liverpool giành được vào ngày 12 tháng 5 khi hai bàn thắng muộn của Michael Owen đã lật ngược thế dẫn trước của Arsenal trong trận chung kết cúp FA, mang về chiến thắng 2–1 cho Liverpool. Chiếc cúp thứ 3, cúp UEFA, Liverpool trải qua một trận đấu chung kết kịch tính có tới chín bàn thắng được ghi, Alavés khiến Liverpool vất vả, khi nỗ lực để gỡ hòa sau khi bị dẫn 3–1 và 4–3, trước khi Liverpool giành chiến thắng chung cuộc 5–4 bằng bàn thắng vàng sau hiệp phụ. Tuy nhiên, cú ăn ba này của Liverpool bị mỉa mai là "cú ăn ba của chuột Mickey", ám chỉ việc không có danh hiệu lớn. Chiến thắng tại Cúp FA và Cúp UEFA Cup giúp Liverpool tham dự hai trận Siêu cúp Anh và Siêu cúp Châu Âu vào đầu mùa giải tiếp theo, họ đã giành thêm cả hai danh hiệu.
Tiền vệ trẻ triển vọng Steven Gerrard đã được bầu chọn là Cầu thủ trẻ xuất sắc nhất năm của PFA vì vai trò quan trọng của anh trong mùa giải thuộc vào nhóm thành công nhất trong lịch sử 109 năm của Liverpool. Đồng thời anh cũng lọt đội hình xuất sắc nhất năm do PFA bầu chọn.

## Cầu thủ

### Đội một
| Số áo    | Cầu thủ           | Quốc tịch        | Ngày sinh                   | Chuyển đến từ     |         |         |         |         |         |
| Thủ môn  | Thủ môn           | Thủ môn          | Thủ môn                     | Thủ môn           | Thủ môn | Thủ môn | Thủ môn | Thủ môn | Thủ môn |
| -------- | ----------------- | ---------------- | --------------------------- | ----------------- | ------- | ------- | ------- | ------- | ------- |
| 1        | Sander Westerveld | Hà Lan           | 23 tháng 10, 1974 (25 tuổi) | Vitesse           |         |         |         |         |         |
| 19       | Pegguy Arphexad   | Guadeloupe       | 18 tháng 5, 1973 (27 tuổi)  | Leicester City    |         |         |         |         |         |
| 26       | Jørgen Nielsen    | Đan Mạch         | 6 tháng 5, 1971 (29 tuổi)   | Hvidovre          |         |         |         |         |         |
| Hậu vệ   |                   |                  |                             |                   |         |         |         |         |         |
| 2        | Stephane Henchoz  | Thụy Sĩ          | 7 tháng 9, 1974 (25 tuổi)   | Blackburn Rovers  |         |         |         |         |         |
| 3        | Christian Ziege   | Đức              | 1 tháng 2, 1972 (28 tuổi)   | Middlesbrough     |         |         |         |         |         |
| 6        | Markus Babbel     | Đức              | 8 tháng 9, 1972 (27 tuổi)   | Bayern Munich     |         |         |         |         |         |
| 12       | Sami Hyypia       | Phần Lan         | 7 tháng 10, 1973 (26 tuổi)  | Willem II         |         |         |         |         |         |
| 14       | Vegard Heggem     | Na Uy            | 13 tháng 7, 1975 (24 tuổi)  | Rosenborg         |         |         |         |         |         |
| 23       | Jamie Carragher   | Anh              | 28 tháng 1, 1978 (22 tuổi)  | LFC Academy       |         |         |         |         |         |
| 27       | Gregory Vignal    | Pháp             | 19 tháng 7, 1981 (18 tuổi)  | Montpellier       |         |         |         |         |         |
| 29       | Stephen Wright    | Anh              | 8 tháng 2, 1980 (20 tuổi)   | Đội trẻ CLB       |         |         |         |         |         |
| 30       | Djimi Traore      | Mali             | 1 tháng 3, 1980 (20 tuổi)   | Stade Lavallois   |         |         |         |         |         |
| 31       | Frode Kippe       | Na Uy            | 17 tháng 1, 1978 (22 tuổi)  | Lillestrom        |         |         |         |         |         |
| Tiền vệ  |                   |                  |                             |                   |         |         |         |         |         |
| 7        | Vladimir Smicer   | Cộng hòa Séc     | 24 tháng 5, 1973 (27 tuổi)  | RC Lens           |         |         |         |         |         |
| 11       | Jamie Redknapp    | Anh              | 25 tháng 6, 1973 (27 tuổi)  | Bournemouth       |         |         |         |         |         |
| 13       | Danny Murphy      | Anh              | 18 tháng 3, 1977 (23 tuổi)  | Crewe Alexandra   |         |         |         |         |         |
| 15       | Patrik Berger     | Cộng hòa Séc     | 10 tháng 11, 1973 (26 tuổi) | Borussia Dortmund |         |         |         |         |         |
| 16       | Dietmar Hamann    | Đức              | 27 tháng 8, 1973 (26 tuổi)  | Newcastle United  |         |         |         |         |         |
| 17       | Steven Gerrard    | Anh              | 30 tháng 5, 1980 (20 tuổi)  | LFC Academy       |         |         |         |         |         |
| 20       | Nick Barmby       | Anh              | 11 tháng 2, 1974 (26 tuổi)  | Everton           |         |         |         |         |         |
| 21       | Gary McAllister   | Scotland         | 25 tháng 12, 1964 (35 tuổi) | Coventry City     |         |         |         |         |         |
| 24       | Bernard Diomede   | Pháp             | 23 tháng 1, 1974 (26 tuổi)  | Auxerre           |         |         |         |         |         |
| 25       | Igor Biscan       | Croatia          | 4 tháng 5, 1978 (22 tuổi)   | Dinamo Zagreb     |         |         |         |         |         |
| 28       | Richie Partridge  | Cộng hòa Ireland | 12 tháng 9, 1980 (19 tuổi)  | Stella Maris      |         |         |         |         |         |
| 33       | Alan Navarro      | Anh              | 31 tháng 5, 1981 (19 tuổi)  | LFC Academy       |         |         |         |         |         |
| Tiền đạo |                   |                  |                             |                   |         |         |         |         |         |
| 8        | Emile Heskey      | Anh              | 11 tháng 1, 1978 (22 tuổi)  | Leicester City    |         |         |         |         |         |
| 9        | Robbie Fowler     | Anh              | 9 tháng 4, 1975 (25 tuổi)   | Đội trẻ CLB       |         |         |         |         |         |
| 10       | Michael Owen      | Anh              | 14 tháng 12, 1979 (20 tuổi) | LFC Academy       |         |         |         |         |         |
| 37       | Jari Litmanen     | Phần Lan         | 20 tháng 2, 1971 (29 tuổi)  | Barcelona         |         |         |         |         |         |

### Chuyển nhượng

#### Đến
| Ngày              | Vị trí | Số áo | Cầu thủ         | Từ              | Phí                 |
| ----------------- | ------ | ----- | --------------- | --------------- | ------------------- |
| 7 tháng 6, 2000   | TV     | 24    | Bernard Diomede | Auxerre         | 3 triệu Bảng        |
| 1 tháng 7, 2000   | TV     | 21    | Gary McAllister | Coventry City   | Chuyển nhượng tự do |
| 1 tháng 7, 2000   | TM     | 19    | Pegguy Arphexad | Leicester City  | Chuyển nhượng tự do |
| 1 tháng 7, 2000   | HV     | 6     | Markus Babbel   | Bayern München  | Chuyển nhượng tự do |
| 18 tháng 7, 2000  | TV     | 20    | Nick Barmby     | Everton         | 6 triệu Bảng        |
| 25 tháng 7, 2000  | HV     | 3     | Christian Ziege | Middlesbrough   | 5,5 triệu Bảng      |
| 22 tháng 9, 2000  | HV     | 27    | Gregory Vignal  | Montpellier     | 500 nghìn Bảng      |
| 28 tháng 11, 2000 | TĐ     | -     | Daniel Sjolund  | West Ham United | 1 triệu Bảng        |
| 7 tháng 12, 2000  | TV     | 25    | Igor Biscan     | Dinamo Zagreb   | 5,5 triệu Bảng      |
| 4 tháng 1, 2001   | TĐ     | 37    | Jari Litmanen   | Barcelona       | Chuyển nhượng tự do |

#### Đi
| Ngày              | Vị trí | Số áo | Cầu thủ              | Đến              | Phí                 |
| ----------------- | ------ | ----- | -------------------- | ---------------- | ------------------- |
| 26 tháng 6, 2000  | HV     | 20    | Stig Inge Bjornebye  | Blackburn Rovers | 300 nghìn Bảng      |
| 1 tháng 7, 2000   | HV     | 6     | Phil Babb            | Sporting CP      | Chuyển nhượng tự do |
| 3 tháng 8, 2000   | TV     | 25    | David Thompson       | Coventry City    | 2,75 triệu Bảng     |
| 18 tháng 8, 2000  | HV     | 21    | Dominic Matteo       | Leeds United     | 4,75 triệu Bảng     |
| 3 tháng 11, 2000  | TM     | 19    | Brad Friedel         | Blackburn Rovers | Chuyển nhượng tự do |
| 28 tháng 11, 2000 | HV     | 4     | Rigobert Song        | West Ham United  | 2,5 triệu Bảng      |
| 6 tháng 12, 2000  | HV     | 5     | Steve Staunton       | Aston Villa      | Chuyển nhượng tự do |
| 11 tháng 12, 2000 | TĐ     | 18    | Erik Meijer          | Hamburg          | Chuyển nhượng tự do |
| 21 tháng 12, 2000 | TĐ     | 22    | Titi Camara          | West Ham United  | 2,6 triệu Bảng      |
| 27 tháng 12, 2000 | TĐ     | 27    | Haukur Ingi Guðnason | Keflavik         | Chuyển nhượng tự do |
| 20 tháng 3, 2001  | TĐ     | 32    | Jon Newby            | Bury             | 100 nghìn Bảng      |

## Giao hữu trước mùa giải
| Ngày             | Đối thủ     | SN/SK | Kết quả (Liverpool–Đối thủ) | Người ghi bàn                                                |
| ---------------- | ----------- | ----- | --------------------------- | ------------------------------------------------------------ |
| 22 tháng 7, 2000 | Stoke City  | SK    | 0–1                         |                                                              |
| 29 tháng 7, 2000 | SC Freiburg | SK    | 4–1                         | Barmby 18', Heskey 40', Owen 54', Staunton 74'               |
| 3 tháng 8, 2000  | Glentoran   | SK    | 4–0                         | Fowler 9', Berger 43', Šmicer 44', Murphy 61'                |
| 5 tháng 8, 2000  | Benfica     | TL    | 2–2                         | Camara 10', Owen 48'                                         |
| 10 tháng 8, 2000 | Valerenga   | SK    | 1–1 (2–4 p)                 | Šmicer 22'                                                   |
| 13 tháng 8, 2000 | Parma       | SN    | 5–0                         | Hamann 29', Barmby 38', McAllister 59', Owen 64' (pen.), 84' |

## Kết quả thi đấu chính thức

### Premier League

#### Kết quả theo vòng đấu
| Vòng     | 1 | 2  | 3  | 4 | 5 | 6 | 7 | 8 | 9 | 10 | 11 | 12 | 13 | 14 | 15 | 16 | 17 | 18 | 19 | 20 | 21 | 22 | 23 | 24 | 25 | 26 | 27 | 28 | 29 | 30 | 31 | 32 | 33 | 34 | 35 | 36 | 37 | 38 |
| -------- | - | -- | -- | - | - | - | - | - | - | -- | -- | -- | -- | -- | -- | -- | -- | -- | -- | -- | -- | -- | -- | -- | -- | -- | -- | -- | -- | -- | -- | -- | -- | -- | -- | -- | -- | -- |
| Sân      | N | K  | K  | N | N | K | N | K | K | N  | N  | K  | N  | K  | K  | N  | N  | K  | N  | K  | K  | K  | N  | K  | N  | K  | K  | N  | N  | K  | N  | K  | N  | K  | K  | N  | N  | K  |
| Kết quả  | T | B  | H  | T | T | H | H | B | T | T  | T  | B  | T  | B  | B  | T  | B  | T  | T  | B  | T  | T  | B  | B  | T  | H  | B  | H  | T  | H  | B  | T  | T  | T  | T  | T  | H  | T  |
| Thứ hạng | 7 | 14 | 12 | 6 | 5 | 4 | 4 | 8 | 6 | 3  | 3  | 4  | 3  | 4  | 6  | 4  | 6  | 5  | 4  | 6  | 4  | 3  | 2  | 2  | 2  | 2  | 3  | 3  | 3  | 3  | 3  | 3  | 5  | 5  | 5  | 4  | 3  | 3  |

#### Các trận đấu
| 19 tháng 8, 2000 1 | Liverpool  | 1–0      | Bradford City | Liverpool, Merseyside                                               |  |
|                    | Heskey 67' | Chi tiết |               | Sân vận động: Anfield Lượng khán giả: 44.183 Trọng tài: Paul Durkin |  |

| 21 tháng 8, 2000 2 | Arsenal               | 2–0      | Liverpool | London                                                               |  |
|                    | Lauren 8' · Henry 89' | Chi tiết |           | Sân vận động: Highbury Lượng khán giả: 38.014 Trọng tài: Graham Poll |  |

| 26 tháng 8, 2000 3 | Southampton                     | 3–3      | Liverpool                  | Southampton                                                          |  |
|                    | Pahars 73', 90' · El Khalej 85' | Chi tiết | Owen 24', 64' · Hyypiä 55' | Sân vận động: The Dell Lượng khán giả: 15.202 Trọng tài: Jeff Winter |  |

| 6 tháng 9, 2000 4 | Liverpool         | 3–1      | Aston Villa | Liverpool, Merseyside                                               |  |
|                   | Owen 5', 14', 33' | Chi tiết | Stone 83'   | Sân vận động: Anfield Lượng khán giả: 43.360 Trọng tài: Neale Barry |  |

| 9 tháng 9, 2000 5 | Liverpool                  | 3–2      | Manchester City                | Liverpool, Merseyside                                                 |  |
|                   | Owen 11' · Hamann 56', 82' | Chi tiết | Weah 67' · Horlock 81' (ph.đ.) | Sân vận động: Anfield Lượng khán giả: 44.692 Trọng tài: Graham Barber |  |

| 17 tháng 9, 2000 6 | West Ham United      | 1–1      | Liverpool   | Newham, London                                                           |  |
|                    | Di Canio 69' (ph.đ.) | Chi tiết | Gerrard 12' | Sân vận động: Upton Park Lượng khán giả: 25,998 Trọng tài: David Elleray |  |

| 23 tháng 9, 2000 7 | Liverpool | 1–1      | Sunderland   | Liverpool, Merseyside                                              |  |
|                    | Owen 30'  | Chi tiết | Phillips 14' | Sân vận động: Anfield Lượng khán giả: 44.713 Trọng tài: Mike Riley |  |

| 1 tháng 10, 2000 8 | Chelsea                                                  | 3–0      | Liverpool | Fulham, London                                                                   |  |
|                    | Westerveld 10' (l.n.) · Hasselbaink 11' · Guðjohnsen 71' | Chi tiết |           | Sân vận động: Stamford Bridge Lượng khán giả: 34.966 Trọng tài: Dermot Gallagher |  |

| 15 tháng 10, 2000 9 | Derby County | 0–4      | Liverpool                         | Derby, Derbyshire                                                        |  |
|                     |              | Chi tiết | Heskey 17', 54', 67' · Berger 80' | Sân vận động: Pride Park Lượng khán giả: 30.532 Trọng tài: Steve Bennett |  |

| 21 tháng 10, 2000 10 | Liverpool  | 1–0      | Leicester City | Liverpool, Merseyside                                               |  |
|                      | Heskey 69' | Chi tiết |                | Sân vận động: Anfield Lượng khán giả: 44.395 Trọng tài: Andy D'Urso |  |

| 29 tháng 10, 2000 11 | Liverpool                                    | 3–1      | Everton      | Liverpool, Merseyside                                               |  |
|                      | Barmby 12' · Heskey 55' · Berger 78' (ph.đ.) | Chi tiết | Campbell 17' | Sân vận động: Anfield Lượng khán giả: 44.718 Trọng tài: Paul Durkin |  |

| 4 tháng 11, 2000 12 | Leeds United              | 4–3      | Liverpool                          | Leeds, West Yorkshire                                                     |  |
|                     | Viduka 24', 46', 73', 75' | Chi tiết | Hyypiä 2' · Ziege 18' · Šmicer 61' | Sân vận động: Elland Road Lượng khán giả: 40.055 Trọng tài: David Elleray |  |

| 12 tháng 11, 2000 13 | Liverpool                                      | 4–1      | Coventry City | Liverpool, Merseyside                                              |  |
|                      | McAllister 13' · Gerrard 51' · Heskey 82', 87' | Chi tiết | Thompson 56'  | Sân vận động: Anfield Lượng khán giả: 43.701 Trọng tài: Mike Riley |  |

| 19 tháng 11, 2000 14 | Tottenham Hotspur            | 2–1      | Liverpool  | Haringey, London                                                            |  |
|                      | Ferdinand 31' · Sherwood 40' | Chi tiết | Fowler 17' | Sân vận động: White Hart Lane Lượng khán giả: 36.036 Trọng tài: Mark Halsey |  |

| 26 tháng 11, 2000 15 | Newcastle United     | 2–1      | Liverpool  | Newcastle-upon-Tyne, Tyneside                                                |  |
|                      | Solano 4' · Dyer 70' | Chi tiết | Heskey 78' | Sân vận động: St. James' Park Lượng khán giả: 51.949 Trọng tài: Barry Knight |  |

| 2 tháng 12, 2000 16 | Liverpool                                | 3–0      | Charlton Athletic | Liverpool, Merseyside                                              |  |
|                     | Fish 5' (l.n.) · Heskey 78' · Babbel 90' | Chi tiết |                   | Sân vận động: Anfield Lượng khán giả: 43.515 Trọng tài: Rob Styles |  |

| 10 tháng 12, 2000 17 | Liverpool | 0–1      | Ipswich Town | Liverpool, Merseyside                                              |  |
|                      |           | Chi tiết | Stewart 45'  | Sân vận động: Anfield Lượng khán giả: 43.509 Trọng tài: Alan Wiley |  |

| 17 tháng 12, 2000 18 | Manchester United | 0–1      | Liverpool  | Trafford, Greater Manchester                                            |  |
|                      |                   | Chi tiết | Murphy 43' | Sân vận động: Old Trafford Lượng khán giả: 67.533 Trọng tài: Mike Riley |  |

| 23 tháng 12, 2000 19 | Liverpool                                        | 4–0      | Arsenal | Liverpool, Merseyside                                               |  |
|                      | Gerrard 12' · Owen 62' · Barmby 71' · Fowler 84' | Chi tiết |         | Sân vận động: Anfield Lượng khán giả: 44.144 Trọng tài: Paul Durkin |  |

| 26 tháng 12, 2000 20 | Middlesbrough | 1–0      | Liverpool | Middlesbrough, North Yorkshire                                                       |  |
|                      | Karembeu 44'  | Chi tiết |           | Sân vận động: Sân vận động Riverside Lượng khán giả: 34.696 Trọng tài: Stephen Lodge |  |

| 1 tháng 1, 2001 21 | Liverpool                | 2–1      | Southampton  | Liverpool, Merseyside                                                    |  |
|                    | Gerrard 12' · Babbel 86' | Chi tiết | Soltvedt 20' | Sân vận động: Anfield Lượng khán giả: 38.474 Trọng tài: Dermot Gallagher |  |

| 13 tháng 1, 2001 22 | Aston Villa | 0–3      | Liverpool                     | Birmingham                                                               |  |
|                     |             | Chi tiết | Murphy 24', 53' · Gerrard 32' | Sân vận động: Villa Park Lượng khán giả: 41.366 Trọng tài: Graham Barber |  |

| 20 tháng 1, 2001 23 | Liverpool | 0–0      | Middlesbrough | Liverpool, Merseyside                                              |  |
|                     |           | Chi tiết |               | Sân vận động: Anfield Lượng khán giả: 43.042 Trọng tài: Steve Dunn |  |

| 31 tháng 1, 2001 24 | Manchester City | 1–1      | Liverpool  | Manchester, Greater Manchester                                         |  |
|                     | Tiatto 48'      | Chi tiết | Heskey 43' | Sân vận động: Maine Road Lượng khán giả: 34.629 Trọng tài: Peter Jones |  |

| 3 tháng 2, 2001 25 | Liverpool                    | 3–0      | West Ham United | Liverpool, Merseyside                                                 |  |
|                    | Šmicer 20' · Fowler 45', 57' | Chi tiết |                 | Sân vận động: Anfield Lượng khán giả: 44.045 Trọng tài: Steve Bennett |  |

| 10 tháng 2, 2001 26 | Sunderland    | 1–1      | Liverpool            | Sunderland, Wearside                                                                |  |
|                     | Hutchison 51' | Chi tiết | Litmanen 79' (ph.đ.) | Sân vận động: Sân vận động Ánh sáng Lượng khán giả: 47.553 Trọng tài: Graham Barber |  |

| 3 tháng 3, 2001 27 | Leicester City           | 2–0      | Liverpool | Leicester, Leicestershire                                                       |  |
|                    | Akinbiyi 51' · Izzet 90' | Chi tiết |           | Sân vận động: Filbert Street Lượng khán giả: 21.924 Trọng tài: Dermot Gallagher |  |

| 18 tháng 3, 2001 28 | Liverpool | 1–1      | Derby County | Liverpool, Merseyside                                               |  |
|                     | Owen 52'  | Chi tiết | Burton 9'    | Sân vận động: Anfield Lượng khán giả: 43.362 Trọng tài: Neale Barry |  |

| 31 tháng 3, 2001 29 | Liverpool                | 2–0      | Manchester United | Liverpool, Merseyside                                               |  |
|                     | Gerrard 16' · Fowler 40' | Chi tiết |                   | Sân vận động: Anfield Lượng khán giả: 44.806 Trọng tài: Graham Poll |  |

| 10 tháng 4, 2001 30 | Ipswich Town  | 1–1      | Liverpool  | Ipswich, Suffolk                                                        |  |
|                     | Armstrong 77' | Chi tiết | Heskey 46' | Sân vận động: Portman Road Lượng khán giả: 23.504 Trọng tài: Steve Dunn |  |

| 13 tháng 4, 2001 31 | Liverpool   | 1–2      | Leeds United              | Liverpool, Merseyside                                              |  |
|                     | Gerrard 55' | Chi tiết | Ferdinand 4' · Bowyer 33' | Sân vận động: Anfield Lượng khán giả: 44.116 Trọng tài: Alan Wiley |  |

| 16 tháng 4, 2001 32 | Everton                             | 2–3      | Liverpool                                 | Liverpool, Merseyside                                                     |  |
|                     | Ferguson 42' · Unsworth 83' (ph.đ.) | Chi tiết | Heskey 5' · Babbel 57' · McAllister 90+4' | Sân vận động: Goodison Park Lượng khán giả: 40,260 Trọng tài: Jeff Winter |  |

| 22 tháng 4, 2001 33 | Liverpool                                       | 3–1      | Tottenham Hotspur | Liverpool, Merseyside                                                |  |
|                     | Heskey 7' · McAllister 73' (ph.đ.) · Fowler 88' | Chi tiết | Korsten 24'       | Sân vận động: Anfield Lượng khán giả: 43.547 Trọng tài: Barry Knight |  |

| 28 tháng 4, 2001 34 | Coventry City | 0–2      | Liverpool                   | Coventry                                                                     |  |
|                     |               | Chi tiết | Hyypiä 83' · McAllister 86' | Sân vận động: Highfield Road Lượng khán giả: 23.063 Trọng tài: Steve Bennett |  |

| 1 tháng 5, 2001 35 | Bradford City | 0–2      | Liverpool                 | Bradford                                                                  |  |
|                    |               | Chi tiết | Owen 47' · McAllister 67' | Sân vận động: Valley Parade Lượng khán giả: 22,057 Trọng tài: Jeff Winter |  |

| 5 tháng 5, 2001 36 | Liverpool          | 3–0      | Newcastle United | Liverpool, Merseyside                                               |  |
|                    | Owen 25', 72', 81' | Chi tiết |                  | Sân vận động: Anfield Lượng khán giả: 44.363 Trọng tài: Mark Halsey |  |

| 8 tháng 5, 2001 37 | Liverpool    | 2–2      | Chelsea              | Liverpool, Merseyside                                              |  |
|                    | Owen 8', 60' | Chi tiết | Hasselbaink 13', 67' | Sân vận động: Anfield Lượng khán giả: 43.588 Trọng tài: Mike Riley |  |

| 19 tháng 5, 2001 38 | Charlton Athletic | 0–4      | Liverpool                               | London                                                                   |  |
|                     |                   | Chi tiết | Fowler 55', 71' · Murphy 60' · Owen 81' | Sân vận động: The Valley Lượng khán giả: 20.043 Trọng tài: Graham Barber |  |

### Cúp Liên đoàn
| 1 tháng 11, 2000 3 | Liverpool                | 2–1 (s.h.p.) | Chelsea  | Liverpool                                                          |  |
|                    | Murphy 11' · Fowler 104' | Chi tiết     | Zola 29' | Sân vận động: Anfield Lượng khán giả: 29.370 Trọng tài: Rob Harris |  |

| 29 tháng 11, 2000 4 | Stoke City | 0–8      | Liverpool                                                                                   | Stoke-on-Trent                                                                |  |
|                     |            | Chi tiết | Ziege 6' · Šmicer 26' · Babbel 28' · Fowler 39', 82', 85' (ph.đ.) · Hyypiä 59' · Murphy 65' | Sân vận động: Britannia Stadium Lượng khán giả: 27.109 Trọng tài: Andy D'Urso |  |

| 13 tháng 12, 2000 5 | Liverpool                             | 3–0 (s.h.p.) | Fulham | Liverpool                                                                |  |
|                     | Owen 105' · Šmicer 114' · Barmby 120' | Chi tiết     |        | Sân vận động: Anfield Lượng khán giả: 20,144 Trọng tài: Dermot Gallagher |  |

| 10 tháng 1, 2001 Bán kết lượt đi | Crystal Palace            | 2–1      | Liverpool  | Croydon, London                                                            |  |
| 20:00                            | Rubins 56' · Morrison 77' | Chi tiết | Šmicer 78' | Sân vận động: Selhurst Park Lượng khán giả: 25.933 Trọng tài: Uriah Rennie |  |

| 24 tháng 1, 2001 Bán kết lượt về | Liverpool                                              | 5–0 (TTS 6-2) | Crystal Palace | Liverpool                                                           |  |
| 20:00                            | Šmicer 13' · Murphy 15', 51' · Bišćan 18' · Fowler 89' | Chi tiết      |                | Sân vận động: Anfield Lượng khán giả: 41.854 Trọng tài: Paul Durkin |  |

| 25 tháng 2, 2001 Chung kết                                | Liverpool                               | 1–1 (s.h.p.) (5–4 p)                                         | Birmingham City   | Cardiff                                                                                           |  |
| 15:00 GMT                                                 | Fowler 30' · Hamann 108' · Henchoz 109' | Chi tiết                                                     | Purse 90' (ph.đ.) | Sân vận động: Sân vận động Thiên niên kỷ Lượng khán giả: 73.500 Trọng tài: David Elleray (London) |  |
|                                                           |                                         | Loạt sút luân lưu                                            |                   |                                                                                                   |  |
| McAllister · Barmby · Ziege · Hamann · Fowler · Carragher |                                         | Grainger · Purse · Marcelo · Lazaridis · Hughes · A. Johnson |                   |                                                                                                   |  |

### Cúp FA
| 6 tháng 1, 2001 3 | Liverpool                   | 3–0      | Rotherham United | Liverpool, Merseyside                                               |  |
|                   | Heskey 47' 75' · Hamann 73' | Chi tiết |                  | Sân vận động: Anfield Lượng khán giả: 30.689 Trọng tài: Mark Halsey |  |

| 27 tháng 1, 2001 4 | Leeds United | 0–2    | Liverpool               | Leeds, West Yorkshire                                                   |  |
|                    |              | Report | Barmby 88' · Heskey 90' | Sân vận động: Elland Road Lượng khán giả: 37.108 Trọng tài: Andy D'Urso |  |

| 18 tháng 2, 2001 5 | Liverpool                                                          | 4–2      | Manchester City              | Liverpool, Merseyside                                               |  |
|                    | Litmanen 7' (ph.đ.) · Heskey 13' · Šmicer 54' (ph.đ.) · Babbel 85' | Chi tiết | Kanchelskis 29' · Goater 90' | Sân vận động: Anfield Lượng khán giả: 36.231 Trọng tài: Graham Poll |  |

| 11 tháng 3, 2001 6 | Tranmere Rovers               | 2–4      | Liverpool                                                | Birkenhead, Wirral                                                      |  |
|                    | Steve Yates 47' · Allison 58' | Chi tiết | Murphy 12' · Owen 27' · Gerrard 52' · Fowler 82' (ph.đ.) | Sân vận động: Prenton Park Lượng khán giả: 16.342 Trọng tài: Alan Wiley |  |

| 8 tháng 4, 2001 Bán kết | Wycombe Wanderers | 1–2      | Liverpool               | Birmingham, West Midlands                                              |  |
| 16:00                   | Ryan 88'          | Chi tiết | Heskey 78' · Fowler 83' | Sân vận động: Villa Park Lượng khán giả: 40.037 Trọng tài: Paul Durkin |  |

| 12 tháng 5, 2001 Chung kết | Arsenal           | 1–2      | Liverpool                  | Cardiff                                                                               |  |
| 15:00 BST                  | Ljungberg 62' 72' | Chi tiết | Hamann 57' · Owen 83', 88' | Sân vận động: Sân vận động Thiên niên kỷ Lượng khán giả: 72.500 Trọng tài: Steve Dunn |  |

### UEFA Cup
| 14 tháng 9, 2000 1 | Rapid București | 0–1      | Liverpool  | Bucharest, Romania                                                        |  |
|                    |                 | Chi tiết | Barmby 29' | Sân vận động: Giulești Lượng khán giả: 9.782 Trọng tài: Nicolai Volquartz |  |

| 28 tháng 9, 2000 1 | Liverpool | 0–0 (TTS 1–0) | Rapid București | Liverpool, Anh                                                        |  |
|                    |           | Chi tiết      |                 | Sân vận động: Anfield Lượng khán giả: 37.954 Trọng tài: Miroslav Liba |  |

| 26 tháng 10, 2000 2 | Liverpool  | 1–0      | Slovan Liberec | Liverpool, Anh                                                          |  |
|                     | Heskey 87' | Chi tiết |                | Sân vận động: Anfield Lượng khán giả: 29.662 Trọng tài: Massimo Busacca |  |

| 9 tháng 11, 2000 2 | Slovan Liberec         | 2–3 (TTS 2–4) | Liverpool                          | Liberec, Cộng hòa Séc                                                         |  |
|                    | Štajner 9' · Breda 89' | Chi tiết      | Barmby 31' · Heskey 76' · Owen 82' | Sân vận động: Stadion u Nisy Lượng khán giả: 6.808 Trọng tài: Edgar Steinborn |  |

| 23 tháng 11, 2000 3 | Olympiacos          | 2–2      | Liverpool                | Athens, Hy Lạp                                                               |  |
|                     | Alexandris 65', 92' | Chi tiết | Barmby 38' · Gerrard 67' | Sân vận động: Olympic, Athens Lượng khán giả: 43.855 Trọng tài: René Temmink |  |

| 7 tháng 12, 2000 3 | Liverpool               | 2–0 (TTS 4–2) | Olympiacos | Liverpool, Anh                                                             |  |
|                    | Heskey 28' · Barmby 60' | Chi tiết      |            | Sân vận động: Anfield Lượng khán giả: 35.484 Trọng tài: Vítor Melo Pereira |  |

| 15 tháng 2, 2001 4 | Roma | 0–2      | Liverpool     | Rome, Italy                                                                       |  |
|                    |      | Chi tiết | Owen 46', 72' | Sân vận động: Sân vận động Olimpico Lượng khán giả: 59.718 Trọng tài: Markus Merk |  |

| 22 tháng 2, 2001 4 | Liverpool | 0–1 (TTS 2–1) | Roma       | Liverpool, Anh                                                                   |  |
|                    |           | Chi tiết      | Guigou 70' | Sân vận động: Anfield Lượng khán giả: 43.688 Trọng tài: José María García-Aranda |  |

| 8 tháng 3, 2001 TK | Porto | 0–0      | Liverpool | Porto, Bồ Đào Nha                                                                   |  |
|                    |       | Chi tiết |           | Sân vận động: Estádio das Antas Lượng khán giả: 21.502 Trọng tài: Pierluigi Collina |  |

| 15 tháng 3, 2001 TK | Liverpool             | 2–0 (TTS 2–0) | Porto | Liverpool, Anh                                                             |  |
|                     | Murphy 33' · Owen 37' | Chi tiết      |       | Sân vận động: Anfield Lượng khán giả: 40.502 Trọng tài: Kim Milton Nielsen |  |

| 5 tháng 4, 2001 BK | Barcelona  | 0–0      | Liverpool  | Barcelona, Tây Ban Nha                                                |  |
|                    | Zenden 88' | Chi tiết | Fowler 86' | Sân vận động: Camp Nou Lượng khán giả: 90.832 Trọng tài: Hellmut Krug |  |

| 19 tháng 4, 2001 BK | Liverpool                               | 1–0 (TTS 1–0) | Barcelona   | Liverpool, Anh                                                    |  |
|                     | McAllister 44' (ph.đ.) · Westerveld 85' | Chi tiết      | Sabrosa 62' | Sân vận động: Anfield Lượng khán giả: 44.203 Trọng tài: Urs Meier |  |

| 16 tháng 5, 2001 CK | Liverpool                                                                                     | 5–4 (s.h.p.) | Alavés | Dortmund, Đức                                                              |  |
| 20:45 (UTC+1)       | Babbel 3' 106' · McAllister 11' 40' (ph.đ.) · Gerrard 16' · Fowler 72' · Geli 116' (lưới nhà) | Chi tiết     | Astudillo 11' · Alonso 26' · Herrera 40' · Moreno 47', 59' · Contra 49' · Karmona 58' 116' · Magno 82' 98' · Cruyff 88' · Téllez 95' | Sân vận động: Westfalen Lượng khán giả: 48.050 Trọng tài: Gilles Veissière |  |

## Statistics

### Player statistics
Tính đến 30 tháng 6, 2001
| Số | VT | QT               | Cầu thủ           | Tổng số | Tổng số | Premier League | Premier League | Cúp FA | Cúp FA | Cúp Liên đoàn | Cúp Liên đoàn | UEFA Cup | UEFA Cup |
| Số | VT | QT               | Cầu thủ           | Trận    | Bàn     | Trận           | Bàn            | Trận   | Bàn    | Trận          | Bàn           | Trận     | Bàn      |
| -- | -- | ---------------- | ----------------- | ------- | ------- | -------------- | -------------- | ------ | ------ | ------------- | ------------- | -------- | -------- |
| 1  | TM | Hà Lan           | Sander Westerveld | 61      | 0       | 38             | 0              | 6      | 0      | 4             | 0             | 13       | 0        |
| 2  | HV | Thụy Sĩ          | Stéphane Henchoz  | 53      | 0       | 32             | 0              | 5      | 0      | 6             | 0             | 10       | 0        |
| 3  | HV | Đức              | Christian Ziege   | 32      | 2       | 16             | 1              | 3      | 0      | 4             | 1             | 9        | 0        |
| 4  | HV | Cameroon         | Rigobert Song     | 4       | 0       | 3              | 0              | 0      | 0      | 0             | 0             | 1        | 0        |
| 5  | HV | Cộng hòa Ireland | Steve Staunton    | 2       | 0       | 1              | 0              | 0      | 0      | 0             | 0             | 1        | 0        |
| 6  | HV | Đức              | Markus Babbel     | 60      | 6       | 38             | 3              | 5      | 1      | 4             | 1             | 13       | 1        |
| 7  | TV | Cộng hòa Séc     | Vladimír Šmicer   | 49      | 7       | 27             | 2              | 5      | 1      | 6             | 4             | 11       | 0        |
| 8  | TĐ | Anh              | Emile Heskey      | 56      | 22      | 36             | 14             | 5      | 5      | 4             | 0             | 11       | 3        |
| 9  | TĐ | Anh              | Robbie Fowler     | 48      | 17      | 27             | 8              | 5      | 2      | 5             | 6             | 11       | 1        |
| 10 | TĐ | Anh              | Michael Owen      | 46      | 24      | 28             | 16             | 5      | 3      | 2             | 1             | 11       | 4        |
| 12 | HV | Phần Lan         | Sami Hyypiä       | 58      | 4       | 35             | 3              | 6      | 0      | 6             | 1             | 11       | 0        |
| 13 | TV | Anh              | Danny Murphy      | 47      | 10      | 27             | 4              | 5      | 1      | 5             | 4             | 10       | 1        |
| 14 | HV | Na Uy            | Vegard Heggem     | 4       | 0       | 3              | 0              | 0      | 0      | 0             | 0             | 1        | 0        |
| 15 | TV | Cộng hòa Séc     | Patrik Berger     | 21      | 2       | 14             | 2              | 1      | 0      | 1             | 0             | 5        | 0        |
| 16 | TV | Đức              | Dietmar Hamann    | 53      | 3       | 30             | 2              | 5      | 1      | 5             | 0             | 13       | 0        |
| 17 | TV | Anh              | Steven Gerrard    | 50      | 10      | 33             | 7              | 4      | 1      | 4             | 0             | 9        | 2        |
| 18 | TĐ | Hà Lan           | Erik Meijer       | 3       | 0       | 3              | 0              | 0      | 0      | 0             | 0             | 0        | 0        |
| 19 | TM | Pháp             | Pegguy Arphexad   | 2       | 0       | 0              | 0              | 0      | 0      | 2             | 0             | 0        | 0        |
| 20 | TV | Anh              | Nick Barmby       | 46      | 8       | 26             | 2              | 5      | 1      | 6             | 1             | 9        | 4        |
| 21 | TV | Scotland         | Gary McAllister   | 49      | 8       | 30             | 5              | 5      | 1      | 5             | 0             | 9        | 2        |
| 23 | HV | Anh              | Jamie Carragher   | 58      | 0       | 34             | 0              | 6      | 0      | 6             | 0             | 12       | 0        |
| 24 | TV | Pháp             | Bernard Diomède   | 4       | 0       | 2              | 0              | 0      | 0      | 0             | 0             | 2        | 0        |
| 25 | TV | Croatia          | Igor Bišćan       | 21      | 2       | 13             | 0              | 4      | 1      | 4             | 1             | 0        | 0        |
| 26 | TV | Cộng hòa Ireland | Richie Partridge  | 1       | 0       | 0              | 0              | 0      | 0      | 1             | 0             | 0        | 0        |
| 27 | HV | Pháp             | Grégory Vignal    | 7       | 0       | 6              | 0              | 1      | 0      | 0             | 0             | 0        | 0        |
| 29 | HV | Anh              | Stephen Wright    | 4       | 0       | 2              | 0              | 1      | 0      | 1             | 0             | 0        | 0        |
| 30 | HV | Pháp             | Djimi Traoré      | 12      | 0       | 8              | 0              | 0      | 0      | 1             | 0             | 3        | 0        |
| 37 | TV | Phần Lan         | Jari Litmanen     | 9       | 2       | 5              | 1              | 2      | 1      | 2             | 0             | 0        | 0        |

- Nguồn:

### Chân sút
| Hạng          | VT            | Số áo         | Cầu thủ         | Premier League | Cúp FA | Cúp Liên đoàn | Cúp UEFA | Tổng |
| ------------- | ------------- | ------------- | --------------- | -------------- | ------ | ------------- | -------- | ---- |
| 1             | TĐ            | 10            | Michael Owen    | 16             | 3      | 1             | 4        | 24   |
| 2             | TĐ            | 8             | Emile Heskey    | 14             | 5      | 0             | 3        | 22   |
| 3             | TĐ            | 9             | Robbie Fowler   | 8              | 2      | 6             | 1        | 17   |
| 4             | TV            | 17            | Steven Gerrard  | 7              | 1      | 0             | 2        | 10   |
| 4             | TV            | 13            | Danny Murphy    | 4              | 1      | 4             | 1        | 10   |
| 6             | TV            | 20            | Nick Barmby     | 2              | 1      | 1             | 4        | 8    |
| 7             | TV            | 21            | Gary McAllister | 5              | 0      | 0             | 2        | 7    |
| 7             | TV            | 7             | Vladimír Šmicer | 2              | 1      | 4             | 0        | 7    |
| 9             | HV            | 6             | Markus Babbel   | 3              | 1      | 1             | 1        | 6    |
| 10            | HV            | 12            | Sami Hyypiä     | 3              | 0      | 1             | 0        | 4    |
| 11            | TV            | 16            | Dietmar Hamann  | 2              | 1      | 0             | 0        | 3    |
| 12            | TV            | 15            | Patrik Berger   | 2              | 0      | 0             | 0        | 2    |
| 12            | TV            | 37            | Jari Litmanen   | 1              | 1      | 0             | 0        | 2    |
| 12            | HV            | 3             | Christian Ziege | 1              | 0      | 1             | 0        | 2    |
| 15            | HV            | 25            | Igor Bišćan     | 0              | 0      | 1             | 0        | 1    |
| Phản lưới nhà | Phản lưới nhà | Phản lưới nhà | Phản lưới nhà   | 1              | 0      | 0             | 1        | 2    |
| Tổng          | Tổng          | Tổng          | Tổng            | 71             | 17     | 17            | 20       | 127  |

- Nguồn:[12]

### Top ghi bàn tại các cúp
| Giải đấu       | Kết quả | Top ghi bàn                    |
| -------------- | ------- | ------------------------------ |
| Ngoại hạng Anh | Thứ 3   | Michael Owen, 16               |
| Cúp UEFA       | Vô địch | Nick Barmby, 4 Michael Owen, 4 |
| Cúp FA         | Vô địch | Emile Heskey, 5                |
| Cúp Liên đoàn  | Vô địch | Robbie Fowler, 6               |
| Tổng thể       |         | Michael Owen, 24               |